# 普爾蒂鎮區 (阿肯色州麥迪遜縣)
普爾蒂鎮區（英語：Purdy Township）是位於美國阿肯色州麥迪遜縣的一個行政鎮區。

## 地方資料
根據2010年美國人口普查的數據，普爾蒂鎮區的面積為36.30平方千米，當中陸地面積為36.20平方千米，而水域面積為0.10平方千米。當地共有人口314人，而人口密度為每平方千米8人。